# Tannerite

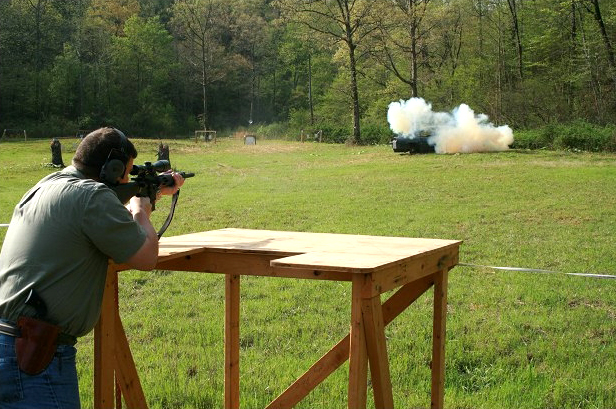
Explosion de la cible grâce au Tannerite.

Tannerite est une marque américaine d'explosif binaire destiné à rendre visible les cibles touchées sur les stands de tir.
Il est composé de deux substances séparées qui, une fois mélangées, permettent l'explosion en cas de percussion par une balle tirée dessus. Ce mélange, rendant le produit facilement transportable, est breveté. La composition est majoritairement du nitrate d'ammonium et de l'aluminium, ce qui fait de cet explosif une réaction hyperjoulique d'aluminothermie très proche de la thermite.